# Calle Panepistimiou

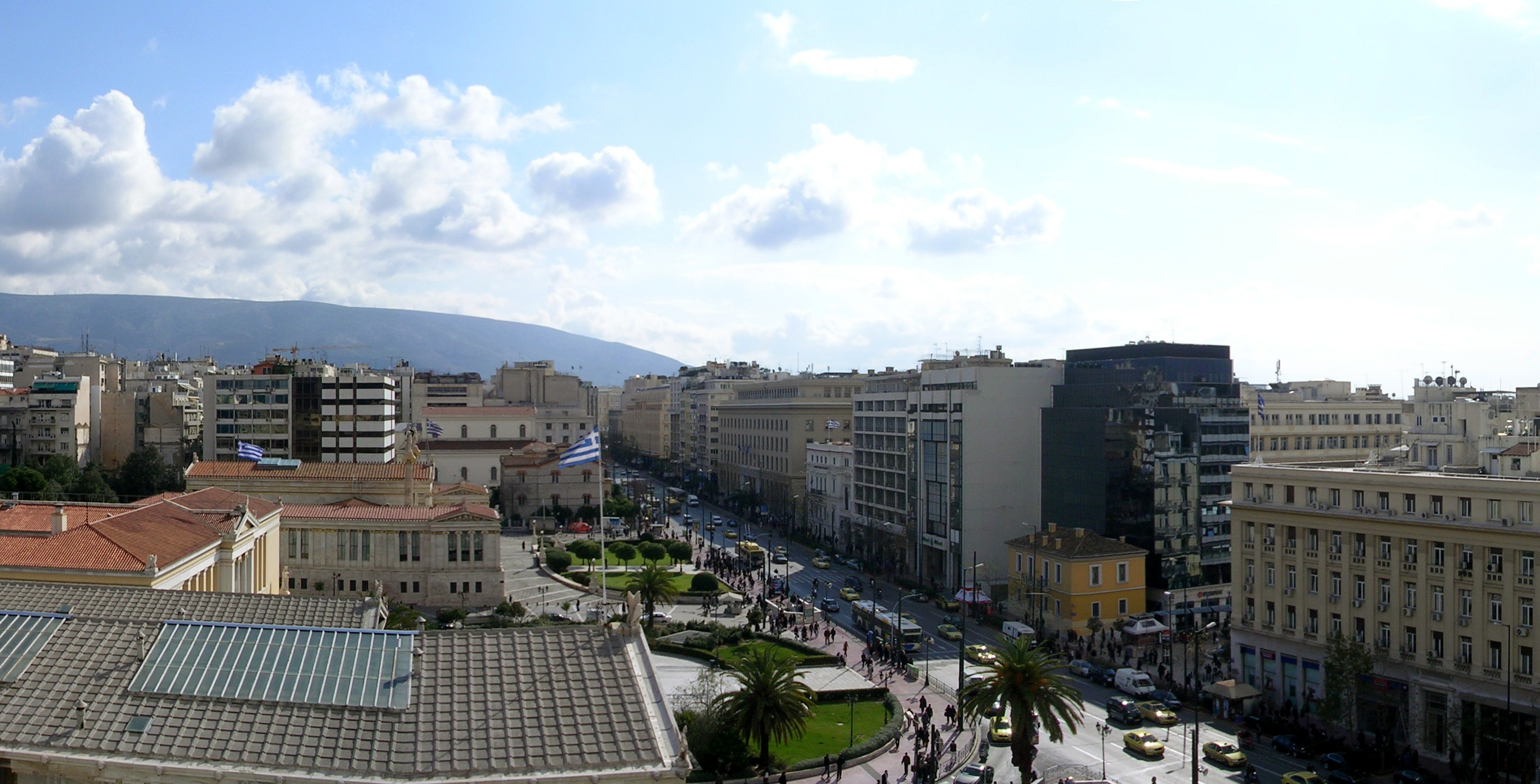
La calle Panepistimiou hacia la plaza Síntagma. A la izquierda están los Propileos y el edificio principal de la Academia de Atenas.

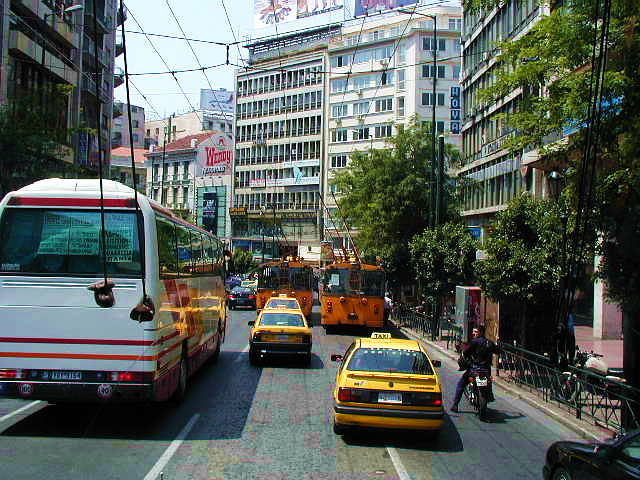
Vista de la calle en los años noventa.

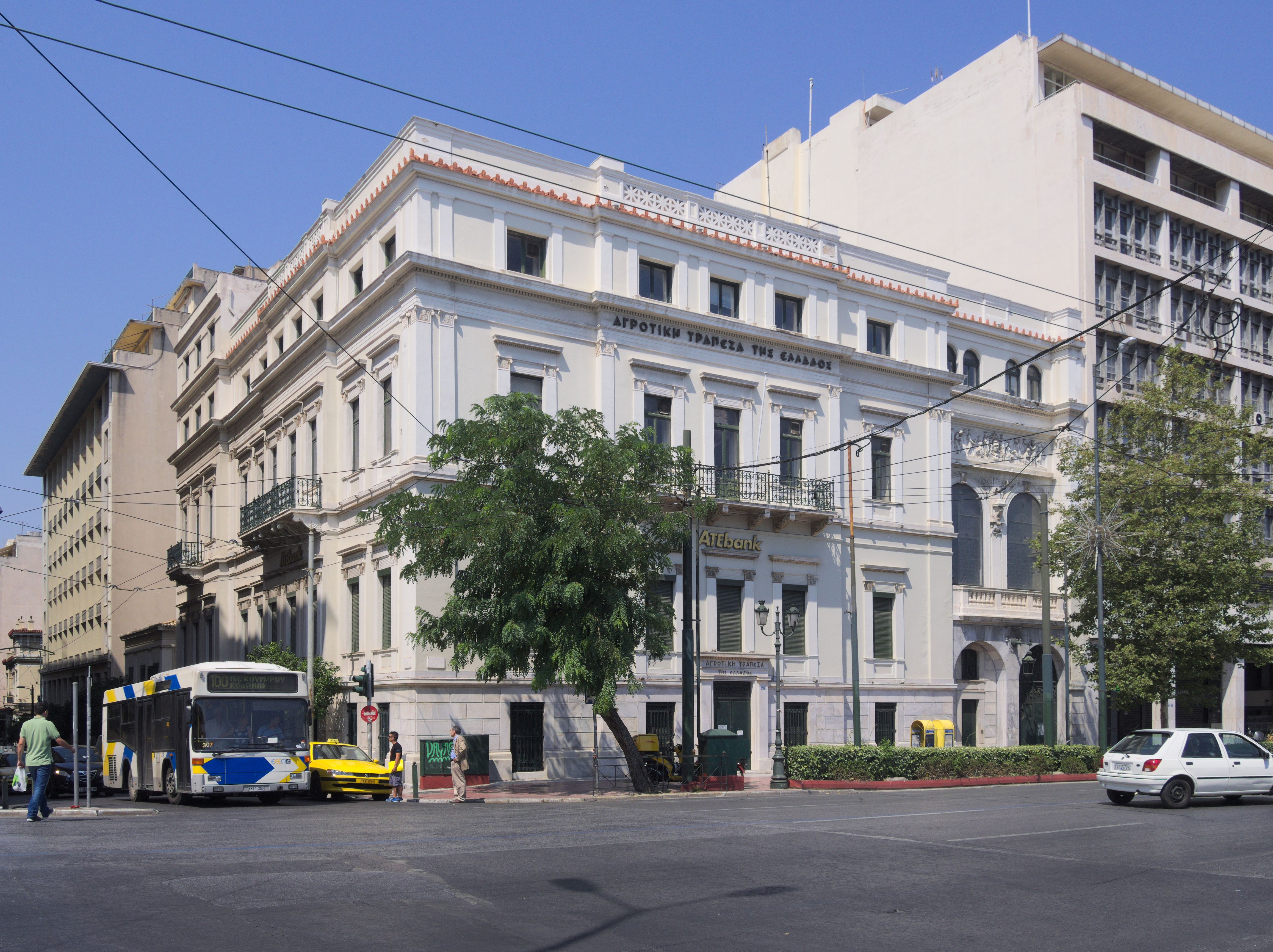
La antigua mansión Serpieri en la calle.

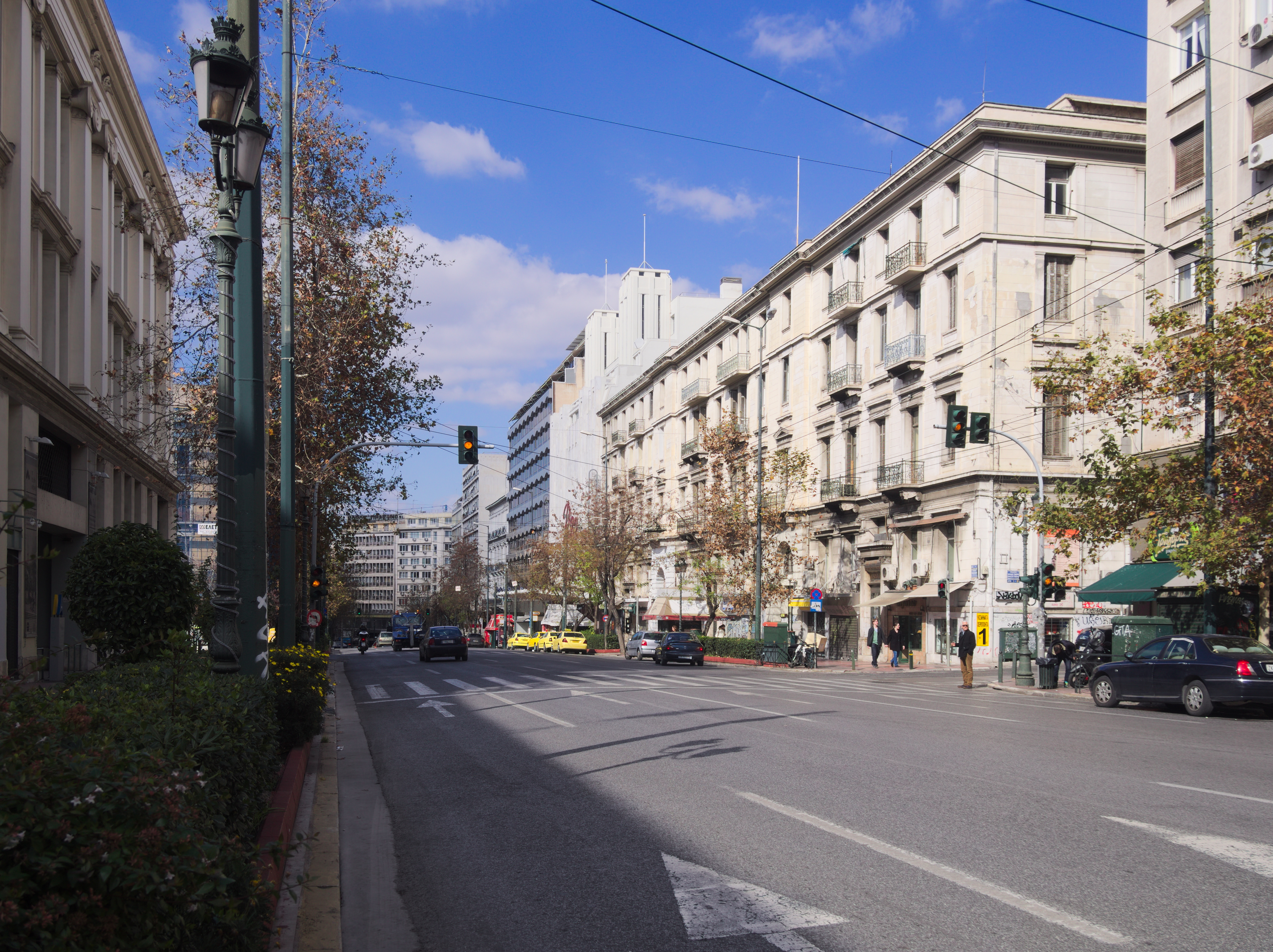
La calle Panepistimiou hacia la plaza Omonia.

La calle Panepistimiou (en griego: Οδός Πανεπιστημίου, literalmente «Calle de la Universidad», llamada así en honor a la Universidad de Atenas) es una importante calle de Atenas (Grecia), que, desde 2002, discurre desde la plaza Síntagma y el cruce de la avenida Vasilissis Amalias con la avenida Vassilissis Sofias hasta la plaza Omonia. Su longitud total es de unos 1.2 km. La calle fue renombrada formalmente avenida Eleftherios Venizelos en 1945 en honor al primer ministro, pero todavía es conocida habitualmente por su nombre histórico. Tiene seis carriles, cinco de los cuales son para el tráfico general y el carril restante hacia el este es solo para autobuses. La mayor parte de la calle discurre casi diagonalmente desde el sureste hasta el noroeste.
Entre los edificios que se encuentran a lo largo de la calle están el Banco de Grecia, la Athens Eye Clinic, la Universidad de Atenas, la Academia de Atenas, la Biblioteca Nacional de Grecia, el Museo Numismático de Atenas, el Hotel Titania, los Grandes Almacenes Attica, así como parte del Hotel Grande Bretagne y la Catedral de la Santísima Trinidad. Muchos edificios de hasta entre diez y quince plantas bordean la calle. Hasta la década de 1950 había en la calle edificios neoclásicos antiguos de dos o tres plantas de altura, pero a partir de entonces un boom de construcción, que duró varias décadas, hizo que se demolieran casi todos ellos.

## Historia
Originalmente era una calle de doble sentido hasta después de la guerra civil griega; en la década de 1950 se instalaron semáforos en las intersecciones más importantes y farolas. Varias películas griegas clásicas fueron rodadas en esta calle. La línea roja del Metro de Atenas discurre por debajo de la calle, y varias estaciones conectan con ella, incluida la estación de Panepistimiou. Durante su construcción, que duró desde 1997 hasta 2001, se excavó parte del suelo para construir la línea de metro

## Intersecciones
- Calle Kriezotou
- Calle Voukourestiou
- Calle Amerikis
- Calle Omirou
- Calle Eduardo Lo y Calle Sina
- Calle Korai
- Calle Ippokratous
- Calle Pesmatzoglou
- Calle Charilaou Trikoupi
- Calle Santarosa
- Calle Emmanouil Benaki
- Calle Themistokleous
- Calle Aiolou y calle Patission

## Planes futuros para la calle
Se están realizando proyectos para transformar la calle en una zona peatonal, un lugar más cultural, cosmopolita y orientado hacia el ocio. La idea forma parte de un proyecto realizado por la Fundación Onassis bajo el nombre Rethink Athens («Repiensa Atenas»), en un esfuerzo para una Atenas más atractiva y agradable. Está previsto que el proyecto se complete en los próximos años. Sin embargo, algunos académicos son críticos de las implicaciones políticas del proyecto y hay temores de que esto pueda crear una «zona muerta» en Panepistimou, que, dado que es una calle larga y ancha para ir a la cual las personas deben tomar una decisión consciente, y no una plaza en la cual las personas se congregan de manera natural, solo atraerá «actividades de ocio» de bajo nivel como cafeterías o bares pero conducirá a la decadencia de todas las otras actividades que se pueden esperar en una moderna capital europea (comercios, servicios, oficinas, presencia de diferentes empresas, instituciones financieras, hoteles, cines, teatros…), especialmente lejos de la esquina con la plaza Síntagma. La congestión del tráfico también aumentará en todas las calles de los alrededores debido a que será desviado de Panepistimiou, que también estará cerrada para los autobuses (solo habrá una línea de tranvía, que todavía no se ha construido y que tendrá solo una cobertura limitada, haciendo aún más difícil que las personas lleguen a Panepistimiou).